# Réveilleur noir
Strepera fuliginosa
Espèce
Statut de conservation UICN

 LC  : Préoccupation mineure
Le Réveilleur noir (Strepera fuliginosa) ou calibé de Tasmanie, est une espèce de passereaux originaire de Tasmanie. C'est un grand oiseau ressemblant à un corbeau, long d'environ 48 cm en moyenne, à l'iris jaune et avec un gros bec, un plumage noir taché de blanc au niveau des ailes et de la queue. Le mâle et la femelle sont semblables en apparence. Il y a trois sous-espèces reconnues, dont l'une, Strepera fuliginosa colei de l'île King est considérée comme vulnérable à en voie d'extinction.
Dans son territoire, le Réveilleur noir est généralement sédentaire, bien que les populations vivant à des altitudes élevées descendent vers des régions plus basses pendant les mois plus froids. Son habitat comprend les zones densément boisées ainsi que des landes alpines. Il est rare en dessous de 200 mètres d'altitude. Omnivore, son alimentation comprend une variété de baies, d'invertébrés et de petits vertébrés. Moins arboricole que le Grand Réveilleur, le Réveilleur noir passe plus de temps à la recherche de nourriture sur le sol. La nuit, il se perche dans les arbres.

## Taxonomie
Le Réveilleur noir a été décrit pour la première fois par l'ornithologue John Gould en 1837 sous le nom de Coronica fuliginosa. Le nom d'espèce vient de l'adjectif latin fuliginosus « couvert de suie » qui se réfère à son plumage noir. L'ornithologue américain Dean Amadon considérait le Réveilleur noir comme une sous-espèce du Grand Réveilleur (S. graculina), y voyant un continuum avec la sous-espèce ashbyi de cette dernière espèce, les différentes sous-espèces ayant de moins en moins de plumage blanc au fur et à mesure que l'on avance vers le Sud. Les auteurs ultérieurs ont estimé que c'était une espèce distincte.

## Description

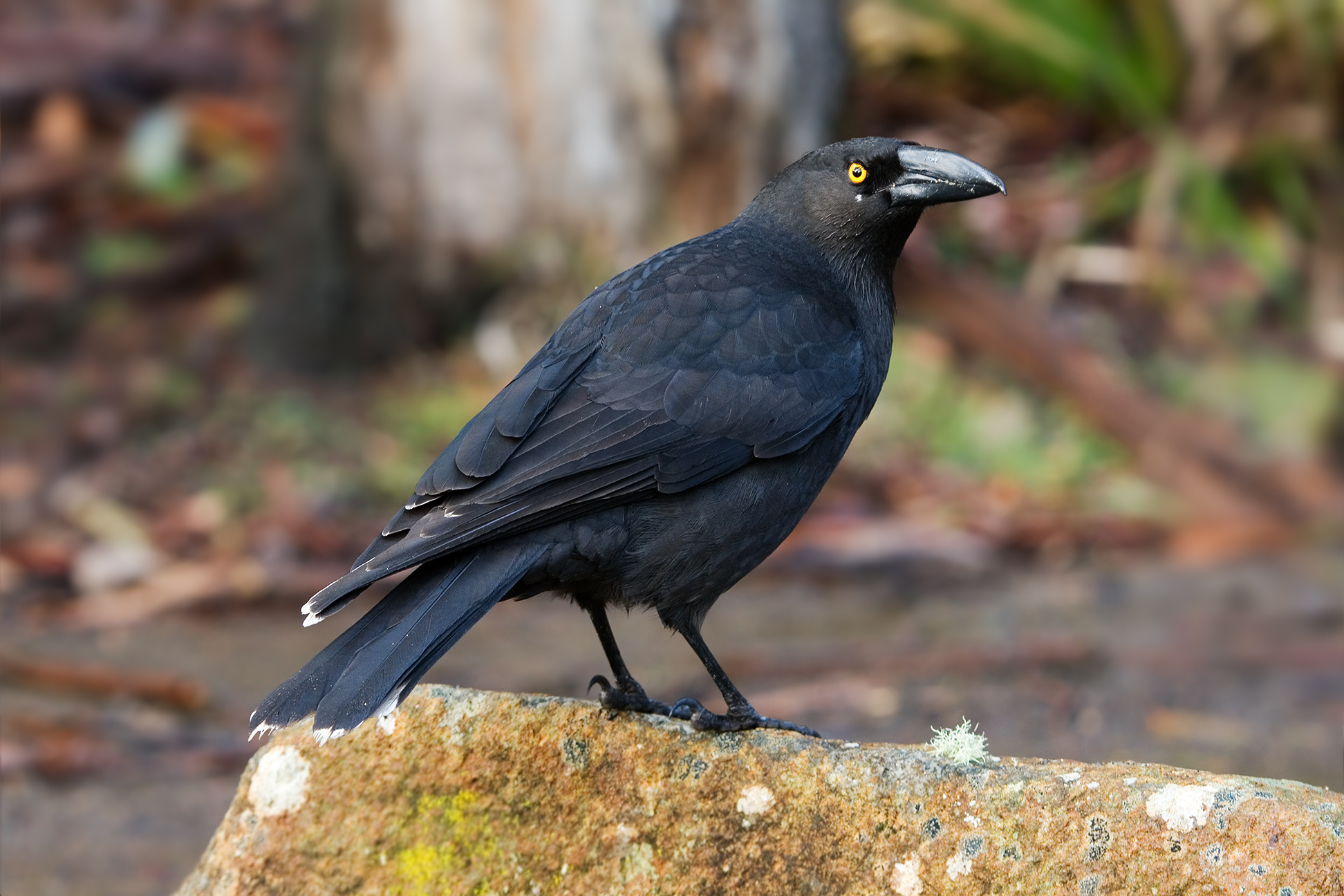
Réveilleur noir, Fortesque Bay, Tasmanie.

Le Réveilleur mesure environ 50 cm de long avec une envergure de 80 cm. Le mâle est légèrement plus grand et plus lourd que la femelle, pesant en moyenne 405 g pour 340 g pour cette dernière. Les sexes sont semblables au point de vue plumage, qui est entièrement noir, sauf des taches blanches au bout des ailes et de la queue. Le bec et les pattes sont noirs et les yeux jaune vif. En vol, on peut voir une ligne blanche sur le bord arrière des ailes et un arc pâle à la base des rémiges primaires est également visible sur l'intrados. Bien qu'il n'y ait pas de variation saisonnière de couleur de plumage, le noir peut s'estomper un peu pour devenir brun foncé avec l'usure des plumes. Les oiseaux immatures ont un plumage brun et l'intérieur du bec jaune jusqu'à l'âge de deux ans.
Le Réveilleur noir est une espèce bruyante et vocalisatrice, possédant une large variété d'appels. Son appel principal est nettement différent des autres Réveilleurs et on l'a décrit comme une combinaison d'alternance de kar et de wheek ou même on a dit que son chant s'apparente pour partie à une chanson, pour partie à un rire humain. Bien que souvent bruyants lorsqu'ils vivent en troupes, ils peuvent se taire lorsqu'ils cherchent à attraper une proie ou voler des aliments.

## Distribution et habitat

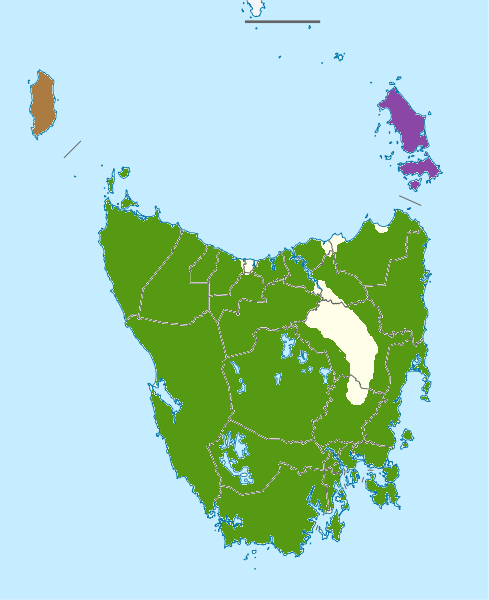
zone de répartition en Tasmanie des sous-espèces
S. fuliginosa
S. colei
S. parvior

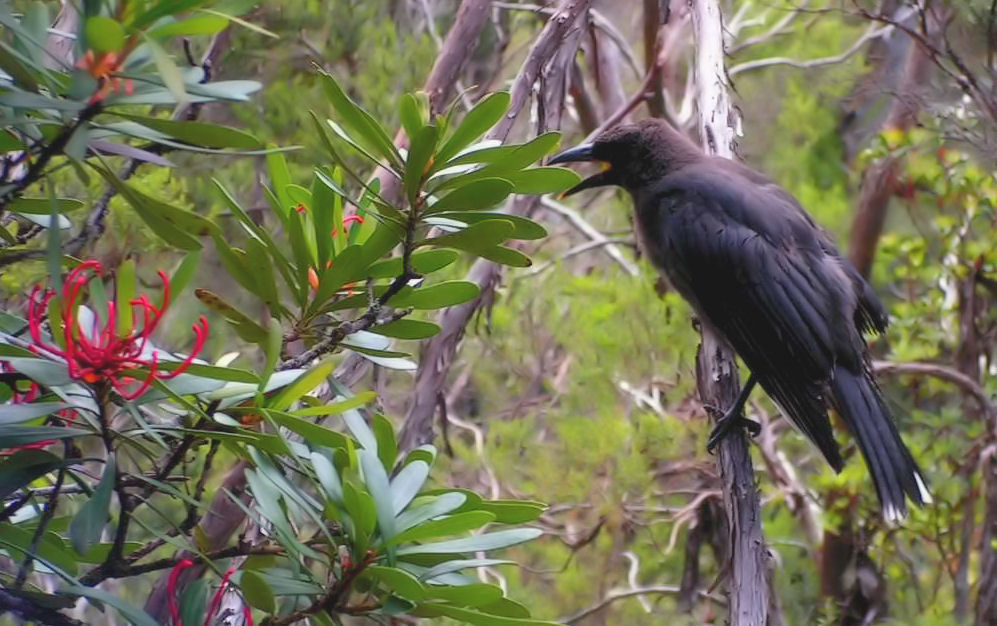
Juvénile Réveilleur noir, Mont Cradle.

Le Réveilleur noir est endémique à la Tasmanie où il est courant sauf dans les régions en dessous de 200 m d'altitude. Il se reproduit principalement sur les hauts plateaux du centre avec des populations dispersées dans le reste de la Tasmanie. On l'a rarement vu dans le nord-est de l'île. On le trouve sur de nombreuses îles du détroit de Bass, comme l'île Hunter et l'archipel Furneaux. Il a été signalé également sur l'archipel Kent mais son statut y est inconnu. Dans son domaine de distribution, il est en grande partie sédentaire, bien que certaines populations vivant à haute altitude peuvent se déplacer vers des altitudes plus basses en hiver. Le Réveilleur noir s'est multiplié dans l'angle nord-est de l'île, à Musselroe Bay et Cape Portland.
Le Réveilleur Black est évalué comme Préoccupation mineure sur la Liste rouge de l'UICN des espèces menacées, bien que l'une de ses sous-espèces, Strepera fuliginosa colei a décliné très fort sur l'île King par suite de la disparition de son habitat forestier et soit considérée comme vulnérable.
On le trouve généralement dans les forêts humides d'eucalyptus, dominées par des essences comme Eucalyptus delegatensis, E. obliqua et E. dalrympleana parfois avec Nothofagus gunnii en sous-étage. Il fréquente aussi les forêts de faux-hêtres et de pins King Billy (Athrotaxis selaginoides). À basse altitude, son habitat se limite aux forêts denses et aux ravins humides, alors qu'on le trouve également dans les garrigues et les landes en altitude. Dans les forêts sèches il est remplacé par le Réveilleur cendré, bien que les deux puissent coexister dans des lieux tels que les Hauts Plateaux et le Tiers Est. On l'a signalé dans les jardins d'Hobart en hiver.

## Comportement
Il vit généralement seul ou en couple, mais peut former des groupes de 20 à 80 individus. On a vu des oiseaux creuser l'argile jaune humide d'un drain et se l'appliquer sur tout le plumage. Ils s'essuient ensuite les ailes de leur bec et ne semblent pas devoir se laver après, utilisant le procédé comme une forme de bain de poussière.
Le Réveilleur noir a un vol ondulant lorsqu'il bat des ailes et relève souvent la queue pour s'équilibrer quand il atterrit.
On a étudié leur comportement ludique, en particulier chez des individus pas encore adultes. On a ainsi observé, à Maydena, deux Réveilleurs aux prises l'un avec l'autre et où un oiseau essayait de mettre son adversaire sur le dos, tandis qu'on en a signalé d'autres roulant sur le dos et jonglant avec leurs pattes avec des produits alimentaires tels que des poires.

## Alimentation
Aucune étude systématique n'a été faite sur le régime alimentaire du Réveilleur noir mais on sait qu'il est omnivore, se nourrissant d'un grand nombre de denrées alimentaires variées comme des insectes et de petits vertébrés, de charognes et de baies. Les oiseaux fourragent le plus souvent sur le sol mais aussi à la cime des arbres. Ils utilisent leur bec pour sonder le terrain ou retourner les mottes de terre et les petites roches à la recherche de nourriture. On a vu des oiseaux utiliser des chemins de randonnée pour chercher leur repas. Un groupe de dix oiseaux a été observé essayant de casser la glace sur un lac gelé. on en a vu parcourant une plage à la recherche d'asticots dans le varech échoué. Le plus souvent, ils fourragent en paires, mais peuvent se rassembler en grands groupes, des groupes de 100 oiseaux s'abattant sur les vergers pour manger des pommes ou des fruits pourris. L'espèce a été observée en groupes d'espèces mixtes avec des espèces comme le Corbeau de Tasmanie (Corvus tasmanicus), la Mouette argentée (Chroicocephalus novaehollandiae), l'Aigrette à face blanche (Egretta novaehollandiae), l'Epthianure à front blanc (Epthianura albifrons), l'Étourneau sansonnet (Sturnus vulgaris) sur la plage de Sundown Point. On en a vu empaler des proies plus grosses (comme des poulets ou des lapins) sur des piquets, pour les immobiliser, les démembrer et les manger par morceaux,.
Il consomme les baies de Leptecophylla juniperina, d’Astroloma humifusum et du local Gahnia grandis, aussi bien que des pois domestiques et des pommes. Parmi les invertébrés consommés on peut citer les vers de terre (Lumbricidae) et de nombreux types d'insectes, comme fourmis, papillons, mouches, grillons, sauterelles et plusieurs types de coléoptères tels que les charançons, les scarabées et les chrysomèles. Il sait s'adapter et a appris à manger les guêpes européennes (Vespula germanica). Un oiseau qui était harcelé par trois Miro boodang (Petroica boodang) s'est tout à coup retourné contre eux, en a attrapé un et l'a mangé. Comme autres vertébrés connus comme proie on peut citer la souris domestique (Mus musculus), de petits lézards, des têtards, des poules, des canetons et des dindonneaux, des Gallinules de Tasmanie (Gallinula mortierii) et des lapins.
Il peut devenir très intrépide et se laisser apprivoiser, tout comme son proche parent, le Grand Réveilleur sur le continent australien, en particulier dans les parcs et jardins publics où les gens prennent l'habitude de le nourrir. On en a vu consommer des petits pois prélevés dans leurs gousses ainsi que faire des raids sur des vergers, s'emparer de poulets dans les basses-cours, entrer dans les granges à la recherche de souris.
Les Réveilleurs noirs sont très fréquents autour des aires de pique-nique des deux plus populaires parcs nationaux de Tasmanie, Freycinet et Cradle Mountain-Lake St Clair où ils sont souvent nourris par les touristes. Cette pratique a été tolérée par l'Autorité des parcs nationaux jusqu'en 1995, date à laquelle on s'est rendu compte des problèmes posés et où on a commencé activement à décourager les gens de nourrir les animaux sauvages. Toutefois, ils sont capables de récupérer des fragments de nourriture laissés par les pique-niqueurs et les oiseaux ne pourront être vraiment découragés que par une interdiction (peu pratique) d'introduction de denrées alimentaires dans les parcs nationaux. Ces oiseaux peuvent aussi récupérer d'autres objets comme du savon ou des couverts de campings pour les examiner.

## Reproduction
L'accouplement a lieu d'août à décembre. Comme tous les Réveilleurs, il construit un grand nid en coupe fait de branches et recouvert de matériaux plus souples, placé dans la fourche d'un arbre de 3 à 20 m de hauteur. Les vieux nids sont parfois remis en ordre et réutilisés les années suivantes. Une couvée typique compte 2 à 4 œufs vert et brun, chamois pâle, gris-brun, tachetés, marbrés de brun-rouge. Comme chez tous les passereaux, les oisillons naissent nus et aveugles et restent dans le nid pendant une période prolongée. Les deux parents nourrissent les jeunes, mais le mâle les nourrit seulement après qu'ils ont quitté le nid et commencent à se montrer indépendants.

## Sous-espèces
Selon Peterson, il en existe 3 sous-espèces:
- Strepera fuliginosa colei Mathews 1916
- Strepera fuliginosa fuliginosa (Gould) 1837
- Strepera fuliginosa parvior Schodde & Mason,IJ 1999